# طواف روماندي 2013
طواف روماندي 2013 (بالإنجليزية: 2013 Tour de Romandie)‏ هو سباق دراجات هوائية أقيم بتاريخ 23–28 أبريل 2013، تكون السباق من 5 مراحل وامتدّ لمسافة 758.65 كم بسرعة 39.1 كم/س، استغرق السباق 19 ساعة 24 دقيقة 51 ثانية. فاز به كريس فروم.

## الترتيب
| م                     | الدرّاج    | البلد           | الزمن                     |
| --------------------- | --------- | --------------- | ------------------------- |
| الفائز بالترتيب العام | كريس فروم | بريطانيا العظمى | 19 ساعة 24 دقيقة 51 ثانية |